# Cyanopepla fulgens
Cyanopepla fulgens là một loài bướm đêm thuộc phân họ Arctiinae, họ Erebidae.